# Emmanuel Piloti
Emmanuel Piloti (* um 1371 auf Kreta) war ein venezianischer Kaufmann in der Levante.
Bekannt wurde er durch seinen erst im 19. Jahrhundert entdeckten Traktat über seine Reisen und die Aufenthalte im östlichen Mittelmeerraum, unter anderem im Heiligen Land und in Ägypten, der detaillierte Schilderungen der bereisten Regionen und Städte enthält. Er entstand wohl etwa zwischen 1420 und 1440, nach der Rückkehr Pilotis nach Westeuropa, und ist nur in einer möglicherweise vom Autor selbst angefertigten französischen Übersetzung erhalten. Der Traktat stellt eine wertvolle Quelle für die Geschichte der Levante zu Beginn des 15. Jahrhunderts dar.

## Quelle
- Traité d’Emmanuel Piloti sur le Passage en Terre Sainte (1420) (Publications de l’Université Lovanium de Léopoldville, 4), hg. v. Pierre-Herman Dopp, Louvain/Paris 1958.